# Дайджест автентифікація
Дайджест автентифікація (Digest access authentication) – один із загальноприйнятих методів автентифікації на вебсервері. Він застосовує хеш-функцію, щоб захешувати пароль перед відправленням через мережу і це більш безпечний метод ніж базовий, який відправляє пароль у відкритому вигляді.
Переважно дайджест автентифікація як хеш-функцію використовує MD5 з використанням одноразових значень (нонс).

### Огляд
Дайджест автентифікація вперше з’явилася в RFC 2069 стандарті (розширення для HTTP: дайджест автентифікація). RFC 2069 описує класичну модель дайджест автентифікації, де захист забезпечується згенерованим сервером нонсом. Відповідь на запит формується(де HA1, HA2, A1, A2):
{\displaystyle \mathrm {HA1} =\mathrm {MD5} {\Big (}\mathrm {A1} {\Big )}=\mathrm {MD5} {\Big (}\mathrm {username} :\mathrm {realm} :\mathrm {password} {\Big )}}
{\displaystyle \mathrm {HA2} =\mathrm {MD5} {\Big (}\mathrm {A2} {\Big )}=\mathrm {MD5} {\Big (}\mathrm {method} :\mathrm {digestURI} {\Big )}}
{\displaystyle \mathrm {response} =\mathrm {MD5} {\Big (}\mathrm {HA1} :\mathrm {nonce} :\mathrm {HA2} {\Big )}}
Згодом замість RFC 2069 з’явився RFC 2617 (HTTP автентифікація: базова та дайджест автентифікація). RFC 2617 описано ряд нових заходів для захисту дайджест автентифікації; «якість захисту»(QOP), значення нонс збільшується клієнтом, і на стороні клієнта генерується випадкове нонс. Ці заходи захистять ваш процес автентифікації від ряду вразливостей, наприклад, від атаки на основі адаптивно-підібраного відкритого тексту.
{\displaystyle \mathrm {HA1} =\mathrm {MD5} {\Big (}\mathrm {A1} {\Big )}=\mathrm {MD5} {\Big (}\mathrm {username} :\mathrm {realm} :\mathrm {password} {\Big )}}
Якщо значення директиви QOP рівне «auth» або невизначене, тоді HA2:
{\displaystyle \mathrm {HA2} =\mathrm {MD5} {\Big (}\mathrm {A2} {\Big )}=\mathrm {MD5} {\Big (}\mathrm {method} :\mathrm {digestURI} {\Big )}}
Якщо значення директиви QOP рівне «auth-int», тоді HA2:
{\displaystyle \mathrm {HA2} =\mathrm {MD5} {\Big (}\mathrm {A2} {\Big )}=\mathrm {MD5} {\Big (}\mathrm {method} :\mathrm {digestURI} :\mathrm {MD5} (entityBody){\Big )}}
Якщо значення директиви QOP рівне «auth-int» чи «auth», тоді response:
{\displaystyle \mathrm {response} =\mathrm {MD5} {\Big (}\mathrm {HA1} :\mathrm {nonce} :\mathrm {nonceCount} :\mathrm {clientNonce} :\mathrm {qop} :\mathrm {HA2} {\Big )}}
Якщо значення директиви QOP невизначене, тоді response:
{\displaystyle \mathrm {response} =\mathrm {MD5} {\Big (}\mathrm {HA1} :\mathrm {nonce} :\mathrm {HA2} {\Big )}}
Як ви вже, мабуть, помітили, що якщо значення QOP не визначене то автентифікації нагадує ту яка описана в RFC 2069.